# Mayré Martínez
Mayré Martínez (Caracas, Venezuela, 28 de novembro de 1978) é uma cantora venezuelana.

## Discografia

### Álbuns
- Soy Mi Destino (2007)
- TBA (2009)

### Singles
- Soy Mi Destino (2007)
- Corazón Espinado (2007)
- La Reina de la Noche (2008)
- Dame 3 (2008)
- Hay Una Voz (2009)